# All Saints (All Saints album)

All Saints is een album van All Saints uit 1998.

## Singles van dit album
- I know where it's at - NL #33
- Never ever - NL #4
- Under the bridge / Lady Marmelade - NL #12
- Bootie call - NL #5
- War of nerves - NL #tip